# Vinicio Peluffo
Vinicio Giuseppe Guido Peluffo (Rho, 21 marzo 1971) è un politico italiano.
È stato presidente della Ecosy dal 1º gennaio al 1º giugno 1996, segretario della Sinistra giovanile dal 3 giugno 1997 al 3 giugno 2001, capo della segreteria politica di Walter Veltroni dal 2007 al 2009 in cui quest'ultimo era segretario del PD, segretario regionale del PD in Lombardia dal 18 novembre 2018 al 2 ottobre 2023 ed infine deputato alla Camera per la XVI e XVII legislatura.

## Biografia
Nato a Rho, dove frequenta il liceo classico "Clemente Rebora" a Mazzo (frazione di Rho) venendo eletto rappresentante d'istituto nel 1989 e conseguendo il diploma di maturità nel 1990, successivamente si iscrive alla facoltà di giurisprudenza presso l'Università degli Studi di Milano, conseguendo la laurea in Scienze dei Servizi Giuridici.
In gioventù è stato anche un giocatore di football americano, durante gli anni in cui questo sport ebbe un certo seguito anche in Italia.

## Attività politica

### Gli inizi nelle organizzazioni giovanili
Nel 1989 s'iscrive al Partito Comunista Italiano durante gli ultimi anni di vita, rimanendovi in tutte le sue successive incarnazioni, dalla svolta della Bolognina di Achille Occhetto nel Partito Democratico della Sinistra (PDS) a quella di Massimo D'Alema nei Democratici di Sinistra (DS). Nel 1991, allora ventenne, diventa segretario della sezione Casati di Rho, carica che poi abbandona per entrare nelle file dell'organizzazione giovanile del PDS: la Sinistra Giovanile.
Nella Sinistra Giovanile ricopre andando avanti incarichi più importanti, dal 1994 al 1997 è infatti Responsabile esteri nella segreteria nazionale, e in seguito, nel '97 al quartiere Corviale di Roma, viene eletto segretario nazionale dell'organizzazione, succedendo a Giulio Calvisi, carica che ricopre fino al 2001. Nell'anno della sua elezione la SG faceva ancora capo al PDS e Peluffo diviene il primo leader del movimento ad assumere la carica di "presidente nazionale" anziché di "segretario". Nel febbraio 1998 la Sinistra Giovanile guidata da Peluffo è tra i membri fondatori dei DS.
Parallelamente agli incarichi nazionali, Peluffo ha ricoperto incarichi di vertice anche nell'Ecosy, l'organizzazione giovanile dei Partiti Socialisti europei: nel secondo congresso dell'organizzazione, tenutosi a Monaco di Baviera nel 1994 è eletto tra i membri del bureau, l'ufficio di presidenza, in rappresentanza dell'Italia. In seguito occupa dapprima il ruolo di vicepresidente dell'organizzazione durante il semestre di presidenza spagnola (luglio - dicembre 1995) e poi quello di presidente nel successivo semestre a guida italiana (gennaio - giugno 1996).
Nel terzo congresso, tenutosi nel febbraio 1997 a Strasburgo, Peluffo venne eletto vicepresidente dell'Ecosy per il mandato '97-'99.

### Assessore comunale a Rho
Terminato il suo mandato nella Sinistra Giovanile, alle elezioni politiche del 2001 Peluffo si candida alla Camera dei deputati nel collegio elettorale di Rho (sua città natale), sostenuto dalla coalizione di centro-sinistra L'Ulivo in quota Democratici di Sinistra, ottenendo il 44,61% dei voti e venendo superato dal candidato della coalizione di centro-destra Casa delle Libertà Gianfranco Rotondi.
Dopo le elezioni comunali del 2002 a Rho, con la vittoria del centro-sinistra, assume l'incarico di assessore alle attività produttive, al lavoro e allo sport del comune della sua città natale. Durante questo periodo non abbandona, peraltro, la politica nazionale: rimane infatti membro del Consiglio Nazionale e del direttivo provinciale milanese dei DS.
Dopo le elezioni comunali in Lombardia del 2007, con la sconfitta del centro-sinistra, la giunta rhodense non viene riconfermata: Peluffo deve abbandonare l'incarico di assessore ma, primo degli esclusi della sua lista, viene eletto in consiglio comunale dopo la rinuncia ad entrarvi da parte del candidato sindaco uscente Paola Pessina.

### Capo della segreteria politica di Veltroni
A giugno 2007 Walter Veltroni gli affida il ruolo di coordinatore della sua campagna elettorale in vista delle prime elezioni primarie del Partito Democratico, programmate per il successivo 14 ottobre.
Durante il congresso fondativo del Partito Democratico (PD), il 27 ottobre 2007, Peluffo viene eletto nella Commissione Statuto (la cosiddetta "commissione dei cento"), l'organo incaricato di redigere la carta fondamentale del neonato partito. Nel corso della prima riunione dell'esecutivo il segretario Veltroni gli affida il ruolo di capo della propria segreteria politica; in ragione di questo incarico, Peluffo entra a far parte a pieno titolo dell'esecutivo del partito.
Con l'inizio della campagna per le elezioni politiche del 2008 Peluffo, con Lusetti e Verini, è incaricato di gestire la campagna elettorale del PD insieme allo staff di Ermete Realacci, responsabile della comunicazione del partito. Con l'elezione di Walter Veltroni a Segretario nazionale del PD diventa Capo della sua Segreteria politica.

### Elezione a deputato
Alle elezioni politiche del 2008 viene candidato alla Camera dei deputati, tra le liste del PD nella circoscrizione Lombardia 1 in decima posizione, risultando il primo cittadino rhodense a venire eletto deputato. Nella XVI legislatura della Repubblica è stato componente della 10ª Commissione Attività produttive, Commercio e Turismo e della Commissione parlamentare per l'indirizzo generale e la vigilanza dei servizi radiotelevisivi.
Nel dicembre 2012 partecipa alle elezioni primarie "Parlamentarie” del PD per scegliere i candidati al Parlamento alle successive elezioni politiche, venendo ricandidato alla Camera, tra le liste del PD nella medesima circoscrizione in undicesima posizione, venendo rieletto deputato. Nel corso della XVII legislatura è stato membro della 10ª Commissione Attività produttive e nella Commissione parlamentare di Vigilanza Rai; in quest'ultima commissione viene nominato capogruppo per il PD.

### Segretario regionale PD in Lombardia
Il 18 novembre 2018 viene eletto segretario regionale del PD in Lombardia, raccogliendo 16.397 preferenze espresse (pari al 60,9% dei voti), sconfiggendo il senatore Eugenio Comincini, suo principale sfidante. Inizialmente Peluffo era l'unico candidato alla carica, ma alla fine l'area maggiormente vicina a Matteo Renzi e al segretario uscente Alessandro Alfieri, tra cui Lorenzo Guerini, Simona Malpezzi, Emanuele Fiano, Lia Quartapelle, Ivan Scalfarotto, Maria Chiara Gadda e Mattia Mor, ha optato per il sostegno a Comincini.

### Ritorno alla Camera
Alle elezioni politiche anticipate del 2022 viene ricandidato alla Camera, come capolista della lista elettorale Partito Democratico - Italia Democratica e Progressista nel collegio plurinominale Lombardia 3 - 01, venendo eletto per la terza volta a Montecitorio. Nella XIX legislatura è componente della 10ª Commissione Attività produttive e della Commissione parlamentare di Vigilanza Rai.